# Sainte-Honorine-la-Chardonne
Sainte-Honorine-la-Chardonne ist eine französische Gemeinde mit 681 Einwohnern (Stand 1. Januar 2022) im Département Orne in der Region Normandie.

## Geografie
Der Ort Sainte-Honorine-la-Chardonne liegt im Norden des Départements Orne nahe der Grenze zum benachbarten Département Calvados und zwei Kilometer nordöstlich von Athis-de-l’Orne. Die Nachbargemeinden von Sainte-Honorine-la-Chardonne sind Berjou im Norden, Cahan im Nordosten, La Lande-Saint-Siméon im Osten, Taillebois im Südosten, Athis-de-l’Orne im Süden und Westen sowie Saint-Pierre-du-Regard im Westen.
Am nordwestlichen Gemeinderand verläuft der Fluss Vère und die südöstliche Grenze wird durch den Lembron markiert.  Wie große Teile der Region ist das Gebiet von der Landschaftsform Bocage und leichtem Hügelland geprägt. Im Dorfkern kreuzen sich die D15, die von Condé-sur-Noireau nach Putanges-Pont-Écrepin führt, und die D25, durch die Sainte-Honorine an Pont-d’Ouilly und über Athis-de-l’Orne an die Stadt Flers angebunden ist.

## Kultur
Die Gemeinde verfügt über zwei Schlösser, von denen das im 17. Jahrhundert errichtete Château Saint-Sauveur das ältere ist. Es ist in seiner Gesamtheit als Monument historique eingetragen. Dazu existiert unter dem Namen La Poupelière ein weiteres Schloss, das einige Zeit später entstanden war. Die Dorfkirche trägt wie der umliegende Ort den Namen Sainte-Honorine.

## Wirtschaft
Industrielle Betriebe befinden sich hauptsächlich in der Nähe des Ufers der Vère; dort hat sich unter anderem ein Chemieunternehmen angesiedelt. Die Landwirtschaft beschränkt sich hauptsächlich auf Viehzucht und Milchwirtschaft. Trotz der ländlichen Strukturen konnten einige Einzelhandelsgeschäfte im Ort gehalten werden. Darüber hinaus besitzt Sainte-Honorine eine Einrichtung, die Kindergarten und Grundschule kombiniert.

## Bevölkerungsentwicklung
| Jahr      | 1962 | 1968 | 1975 | 1982 | 1990 | 1999 | 2011 |
| Einwohner | 716  | 684  | 645  | 647  | 639  | 627  | 716  |

Während der Französischen Revolution lag die Bevölkerungszahl 1793 bei 1318 Einwohnern. In der nachfolgenden Zeit wuchs sie bis auf 1667 Bewohner im Jahr 1861 und sank anschließend rapide, vor allem vor und während des Ersten Weltkriegs; daher lebten 1921 nur noch 698 Menschen in Sainte-Honorine. Dieses Niveau wurde seitdem trotz leichter Schwankungen gehalten.